# Лотта
Ло́тта (фин. Luttojoki) — река в России (Мурманская область) и Финляндии. Длина — 235 км. Площадь водосборного бассейна — 7980 км².
Исток реки расположен на выходе из небольшого озера Лутто в горном массиве Саариселька, впадает в Верхнетуломское водохранилище. До образования водохранилища впадала в Нотозеро, находящееся в его подпорье. По большей части равнинная река, встречаются пороги. Питание в основном снеговое. Крупнейшие притоки Акким и Коалланйоки. На реке расположен населённый пункт Светлый.

## Притоки
(указано расстояние от устья)
- 8 км: река без названия (пр)
- 28 км: Поло (лв)
- 32 км: Аннама (лв)
- 46 км: Саппельявруай (пр)
- 54 км: Поткола (лв)
- 61 км: Акким (лв)
- 65 км: Лоунйоки (пр)
- 79 км: Ноллешйок (лв)
- 87 км: Коббаш (пр)
- 88 км: Няаннамйоки (лв)
- 96 км: Чингалаш (лв)
- 99 км: Коалланйоки (пр)
- 100 км: Карнйокк (лв)
- 111 км: река без названия (пр)
- 115 км: река без названия (пр)
- 117 км: река без названия (лв)
- 129 км: Каллайокк (лв)
- 134 км: река без названия (лв)
- 142 км: Сойгйоки (пр)
- 149 км: Мадсаш (лв)
- 149 км: Пепйоки (пр)
- 150 км: река без названия (лв)